# Phloeomys
Phloeomys es un género de roedores perteneciente a la familia Muridae. Son endémicos de Filipinas.

## Especies
Se reconocen las siguientes:
- Phloeomys cumingi Waterhouse, 1839
- Phloeomys pallidus Nehring, 1890